# 恆燕
奉恩鎮國公恆燕（1893年3月25日—？），貝子毓橚第三子，母妾張氏，其父為張喜，成親王系第七代。
他在光緒十九年二月（1893年）出生，其父死后，因为与二哥恒照争位袭爵，以致对簿公堂，这一争执经过两年平息。最终恒燕袭爵并于民國十年三月（1922年）接替父親成為成親王第七代，但因為成親王並非世襲罔替的爵位，因此他的封爵只是奉恩鎮國公。